# Саттон, Энн
Энн Фрэнсис Саттон (англ. Anne Frances Sutton, 1942 — 18 июня 2022) — британский историк.

## Биография
Саттон была попечителем Фонда истории Ричарда III и Йоркистов с момента его основания в 1985 году. Её исследования были сосредоточены на средневековой истории Англии, особенно на Ричарде III и средневековых женщинах. В 1984 году она была избрана членом Лондонского общества антиквариев. Она также была членом Королевского исторического общества. С 1979 года и до своей смерти она была редактором The Ricardian, академического журнала Общества Ричарда III. Окончив колледж Святого Хью в Оксфорде, где она получила степень бакалавра, она стала профессиональной актрисой.

## Избранные публикации
- Sutton, A.F. and Hammond, P.W. 1984. The Coronation of Richard III : the extant documents. St Martin's Press.
- Hammond, P.W. and Sutton, A.F. 1985. Richard III : the road to Bosworth Field. Constable.
- Sutton, A.F. and Visser-Fuchs, L. 1997. Richard III's books : ideals and reality in the life and library of a medieval prince. Sutton Publications.
- Sutton, A.F. 2005. The mercery of London : trade, goods and people, 1130-1578. Routledge.
- Sutton, A.F. and Visser-Fuchs, L. (eds) 2009. The book of privileges of the Merchant Adventurers of England, 1296-1483. Oxford University Press.
- Sutton, A.F. 2016. Wives and widows of medieval London. Shaun Tyas Publishing.
- Sutton, A.F. 2021. The King's Work: The Defence of the North under the Yorkist Kings 1471-85. Shaun Tyas Publishing.